# Giovanni Battista Rigon
Giovanni Battista Rigon (Vicenza, 25 gennaio 1963) è un direttore d'orchestra e pianista italiano.

## Biografia
Ha debuttato come direttore d'orchestra nel 2001, dopo anni di attività come pianista camerista in particolare con il Trio Italiano, con il quale ha vinto nel 1990 il Premio Gui di Firenze e ha registrato le integrali di Beethoven, Schubert, Schumann, Debussy e Ravel.
Ha diretto più volte alla Fenice di Venezia (Il barbiere di Siviglia, 2011 e 2014, La cambiale di matrimonio, 2013, Il regno della luna di Piccinni, 2018, Pimpinone di Albinoni, 2019), al San Carlo di Napoli (La serva padrona, 2011), al Filarmonico di Verona (La gazza ladra, 2012), al Maggio Musicale Fiorentino (La scuola de' gelosi di Salieri, 2017), al Seul Arts Center (Semiramide di Rossini, 2010).
È stato invitato per due volte ad inaugurare il Festival della Valle d'Itria a Martina Franca, con I Giuochi di Agrigento di Paisiello nel 2006 e con Il Re pastore di Piccinni nel 2008, come pure al Festival Rossini di Wildbad per Adelina di Pietro Generali (2010), e al Festival Donizetti di Bergamo per Betly (2014).
Ha diretto programmi sinfonici con la Filarmonica 900 del Regio di Torino, le orchestre del Lirico di Cagliari, Haydn di Bolzano, di Padova e del Veneto, la Nazionale Libanese.
Ha fondato nel 1992 le Settimane musicali al Teatro Olimpico di Vicenza, di cui è stato direttore artistico fino al 2018, e per le quali gli è stato assegnato il Premio Abbiati nel 2012. Vi ha diretto importanti riprese in tempi moderni, tra cui Il flauto magico versione De Gamerra 1794, L'italiana in Algeri versione Vicenza 1813, Il turco in Italia versione Napoli 1820, Don Pasquale versione Viardot, Il ratto dal serraglio versione Lichtenthal 1838. 
La critica ha particolarmente apprezzato le sue interpretazioni delle opere di Rossini (“Uno dei migliori direttori rossiniani su piazza”, Il Corriere della sera; “Una vera gioia all'ascolto”, Operaclick) e di Mozart (“Una conduzione di gran lunga superiore a quelle di tanti direttori stranieri ospitati nei nostri maggiori teatri”, L'Opera; “Uno dei migliori Don Giovanni degli ultimi anni”, Il Corriere della Sera).
La sua discografia come direttore comprende i DVD de Il turco in Italia, Don Pasquale, Le nozze di Figaro, i CD de Il flauto magico, I Giuochi d'Agrigento, Il ratto dal serraglio, Adelina, Petite messe solennelle.
Insegna musica da camera al conservatorio "Benedetto Marcello" di Venezia.

## Discografia
- LE NOZZE DI FIGARO

Libretto di Lorenzo Da Ponte, musica di Wolfgang Amadé Mozart
DVD Velut Luna 2018 (regia di Lorenzo Regazzo)
- PETITE MESSE SOLENNELLE (versione originale per 12 solisti, 2 pianoforti e harmonium)

musica di Gioachino Rossini
CD Velut Luna 2017
- IL FLAUTO MAGICO Dramma eroicomico in due atti tradotto dall'idioma tedesco nell'italiano da rappresentarsi nel Regio Teatro di Praga l'anno 1794

Libretto di Giovanni De Gamerra, musica di Wolfgang Amadeus Mozart

Nuova Era Internazionale 2-CD SET 231717
- I GIUOCHI D'AGRIGENTO Dramma in tre atti

Libretto di Alessandro Pepoli, musica di Giovanni Paisiello

Dynamic CDS 531/1-2
- MOZART PADRE E FIGLIO

Leopold Mozart: Sinfonia "dei giocattoli", "Sinfonia pastorella"

W. A. Mozart: Sinfonia KV 183, Concerto KV 191, Concerto in Do maggiore KV 246

Velut Luna CVLD111
- MOZART and BRITTEN LIVE

W. A. Mozart: Adagio e Fuga KV 546, Concerto KV 414

B. Britten, Simple Symphony op. 4

Velut Luna CVLD090